# آلیس دو لانکسن
آلیس دو لانکسن (فرانسوی: Alice de Lencquesaing‎؛ زادهٔ ۱۱ اوت ۱۹۹۱) هنرپیشه فرانسوی است. وی از سال ۲۰۰۳ میلادی تاکنون مشغول فعالیت بوده‌است. از فیلم‌هایی که وی در آن نقش داشته است می‌توان به راهبه و پدر بچه‌های من که در آن به همراه پدرش لویی-دو دو لانکسن نقش‌آفرینی کرد، اشاره نمود.

## زندگی شخصی
کارولین دختر لویی-دو دو لانکسن و کارولین چمپوتیر است.